# Partidul Social Democrat European
Partidul Social Democrat European (PSDE; în 1997-2000 Mișcarea pentru o Moldovă Democratică și Prosperă, în 2000-2022 Partidul Democrat din Moldova) este o formațiune politică de centru-stânga din Republica Moldova. Înființat în anul 1997, PSDE este membru asociat al Partidului Socialiștilor Europeni (PES), membru cu drepturi depline al Internaționalei Socialiste. 
Conform statutului, PSDE pledează pentru afirmarea Republicii Moldova ca stat independent, suveran, și democratic, bazat pe drept și integrat în familia unită a democrațiilor europene.

## Istoric

### Primii ani
Partidul Social Democrat European a fost înființat pe 8 februarie 1997 sub denumirea Mișcarea pentru o Moldovă Democratică și Prosperă. Congresul din 17 octombrie 1998 a ales organele de conducere ale partidului și a adoptat statutul și programul politic bazat pe principiile social-democrației. La alegerile parlamentare din martie 1998  , blocul electoral creat în baza Mișcării – Blocul „Pentru o Moldovă Democratică și Prosperă” a obținut 18,64% din voturi, respectiv 24 din 101 mandate în Parlament, ceea ce i-a permis să participe la guvernare, în cadrul Alianței pentru Democrație și Reforme (ADR). Dumitru Diacov, președintele formațiunii, a fost ales ca speaker al legislativului. Din 1997 și pînă în vara lui 2009, partidul a fost condus de către Dumitru Diacov, care, între anii 1997-2001, a deținut funcția de președinte al Parlamentului. În 1999, în fruntea guvernului țării a fost numit reprezentantul MPMDP, Ion Sturza.

### În opoziție (2001–2009)

Sigla anterioară

La Congresul din 15 aprilie 2000 Mișcarea pentru o Moldova Democrată și Prosperă și-a schimbat denumirea în Partidul Democrat din Moldova. La alegerile parlamentare din 2001, partidul a obținut 79.757 voturi (5,02%), dar nu a reușit să treacă pragul electoral de 6% . Însă, la alegerile locale din 25 mai 2003 PDM a reușit sa obțină aproximativ 8,3% pe țară.
Congresul partidului din 22 noiembrie 2003 a stabilit sarcini noi în activitatea formațiunii. Unul din documentele de bază adoptate la Congres a fost noua redacție a programului politic, unde partidul declară caracterul invariabil al scopurilor și principiilor sale politice. La Congres, Partidul Democrat și-a declarat intenția de a deveni membru al Internaționalei Socialiste și a adoptat Rezoluția ce ține de relația Partidului Democrat din Moldova cu mișcarea sindicală. La 8 mai 2004, reacționând la așteptările electoratului ce țineau de consolidarea forțelor reformatoare și democrate, Partidul Democrat din Moldova, Alianța "Moldova Noastră" și Partidul Social-Liberal (PSL) au creat Blocul "Moldova Democrată" (BMD) 
În urma alegerilor parlamentare din 6 martie 2005 PDM obține 8 mandate în parlament, fiind singurul partid ce a pierdut alegerile în 2001 și a reușit să-și întoarcă prezența în parlament în 2005. După aderarea grupului deputaților PSL la grupul parlamentar al PDM, în octombrie 2007, numărul deputaților democrați a crescut la 11, PDM devenind a treia forță politică în legislativul de atunci de la Chișinău.
După fuziunea PDM cu Partidul Social-Liberal, care s-a produs la Congresul din 10 februarie 2008, președinte al partidului a fost reconfirmat Dumitru Diacov iar prim-vicepreședinte a fost ales fostul lider al PSL Oleg Serebrian. Imnul de partid al PDM a devenit "Odă bucuriei" de Beethoven, care simbolizează vectorul pro-european al formațiunii și aderența ei la curentul federalist european. La 19 iulie 2009, Congresul Extraordinar al PDM l-a ales în calitate de președinte al formațiunii pe Marian Lupu.
La alegerile parlamentare din 5 aprilie 2009 Partidul Democrat a obținut doar 2,97% din voturi, rămânând în afara Parlamentului.

### La guvernare. Alianțele pentru Integrare Europeană (2009–2019)
În urma alegerilor parlamentare din 29 iulie 2009, PDM-ul a obținut 13 mandate de deputat, devenind în scurt timp una din cele patru componente ale Alianței pentru Integrare Europeană (AIE), care deținea majoritatea în Parlamentul Republicii Moldova. Marian Lupu, liderul PDM-ului, a fost candidatul Alianței pentru Integrare Europeană la funcția de Președinte al Republicii Moldova la alegerile din 10 noiembrie și 7 decembrie 2009, dar nu a întrunit numărul necesar de voturi.
La alegerile parlamentare anticipate din 28 noiembrie 2010, PDM-ul obținea 15 mandate de deputat în Parlament, devenind una din cele trei părți constituante ale AIE-2.
La începutul anului 2013, în urma răsunătorului caz „Pădurea Domnească”, alianța s-a destrămat. În mai 2013, PD-ul (cu 15 deputați), împreună cu Partidul Liberal Democrat din Moldova (31 de deputați) și Partidul Liberal Reformator (7 deputați) au format o nouă alianță de guvernare – Coaliția Pro-Europeană.
La alegerile parlamentare din 30 noiembrie 2014, PD-ul a acumulat 15,80% din sufragii, obținând 19 mandate în parlament. După alegeri, PD-ul și PLDM-ul (23 de mandate) au format o coaliție minoritară de guvernare – Alianța Politică pentru Moldova Europeană.
Din 2009, Partidul Democrat este membru cu drepturi depline al Internaționalei Socialiste. Din 2010 și până în 2015 a avut statut de membru observator al Partidului Socialiștilor Europeni, iar în iunie 2015 PDM-ul a devenit membru asociat al Partidului Socialiștilor Europeni.
La 14 ianuarie 2016, noul candidat la funcția de prim-ministru a devenit Pavel Filip .
Guvernul, în frunte cu Pavel Filip, a fost votat și învestit în funcție, cu votul a 57 de deputați: 20 deputați din fracțiunea PDM, 13 deputați din PL, 14 deputați ex-comuniști, 8 deputați din PLDM și 2 ex-deputați PLDM.

### Ascensiunea lui Vlad Plahotniuc (2016–2019)
Congresul VIII a fost convocat după deciziile adoptate la ședința Consiliului Politic al PDM din 10 decembrie 2016 unde liderul partidului Marian Lupu și-a anunțat demisia din funcția de președinte al PDM. Sarcina principală a Congresului VIII a fost alegerea noilor organe de conducere, adoptarea noilor modificări în statutul partidului și trasarea noilor obiective de modernizare a partidului. În calitate de președinte al PDM a fost ales omul de afaceri Vlad Plahotniuc, susținut cu votul unanim al delegaților la congres. Vlad Plahotniuc a declarat că se va axa pe modernizarea formațiunii politice, ca să devină un partid care promovează interesele cetățenilor și nu unul cu interese geopolitice. De asemenea, delegații la congres l-au ales pe Pavel Filip în funcția de prim-vicepreședinte al PDM, au votat lista noului Consiliului Național Politic și au adoptat noua redacție a Statutului partidului.
Potrivit organizatorilor, la congres au participat circa 1000 de delegați din toate raioanele țării și oaspeți de peste hotare.
La 10 martie 2017 cei 14 deputați ex-comuniști  care au format împreună cu PDM “Platforma Social-Democrată pentru Moldova” au aderat la fracțiunea parlamentară a Partidului Democrat din Moldova , Marian Lupu, a declarat la un briefing de presă că decizia celor 14 deputați este un pas care va duce la consolidarea majorității parlamentare, fracțiunea PDM devenind cel mai numeros grup politic din Parlament. Cei 14 deputați sunt în curs de cercetare penală fiind acuzați de îmbogățire ilicită. Fostul Președinte al Republicii Moldova, Vladimir Voronin și deputata Elena Bodnarenco i-au acuzat pe Eugeniu Nichiforciuc și pe Sergiu Sîrbu (amândoi excluși ulterior din partid) că au propus de două ori oferte, fiind vehiculată suma de 300.000 de euro.

### Fuga lui Vlad Plahotniuc și decăderea PDM (2019–2021)
În alegerile parlamentare din 24 februarie 2019, PDM a obținut 23,62% din voturi, totalizând 30 de mandate (13 pe lista națională și 17 în circumscripții). Partidul Socialiștilor și blocul ACUM (Platforma DA și PAS) au format o majoritate parlamentară temporară cu scopul de a-l debarca pe Vlad Plahotniuc de la putere și-au înaintat-o pe Maia Sandu la funcția de prim-ministru în data de 8 iunie 2019. PDM a refuzat să cedeze puterea și a contestat numirea la Curtea Constituțională, care a recunoscut guvernul Filip drept legitim și l-a suspendat pe Igor Dodon din funcția de președinte al Republicii Moldova. Pavel Filip a fost desemnat ca președinte interimar al Republicii Moldova și a dizolvat Parlamentul, convocând alegeri anticipate parlamentare și prezidențiale în data de 6 septembrie 2019. Criza constituțională a fost stinsă după ce guvernele Rusiei, Franței, Germaniei, Poloniei, Suediei și Regatului Unit au recunoscut-o pe Maia Sandu ca premier legitim, iar Curtea Constituțională și-a revizuit decizia. Partidul Democrat a cedat puterea și a oprit protestele câteva zile mai târziu. Vlad Plahotniuc a părăsit Republica Moldova în 15 iunie 2019 și nu s-a mai întors de atunci.
Vlad Plahotniuc a fost ulterior inculpat în Rusia pentru contrabandă cu droguri. Partidul Republican și cel Democrat din SUA au propus sancțiuni împotriva mai multor cetățeni ai Republicii Moldova, respectiv Vladimir Plahotniuc, Veaceslav Platon și Ilan Șor, aceștia fiind acuzați de contribuție în dosarul Furtul Miliardului. Fostul lider al PDM ar fi fugit prin Transnistria, acesta ajungând în SUA. Ulterior, procurorul general al RM a declarat că există dovezi cum că s-ar afla în Turcia.
Până în noiembrie 2019, PDM a fost în opoziție față de guvernul condus de Maia Sandu. În cadrul unei moțiuni de cenzură, PDM și PSRM au votat pentru demiterea guvernului Sandu pe 12 noiembrie 2019. Pe 14 noiembrie, PDM a ajutat PSRM la formarea unui guvern tehnocrat condus de Ion Chicu. În martie 2020, PDM și PSRM au format „Platforma Social-Democrată pentru Moldova”. În alegerile prezidențiale din 2020, PDM nu a înaintat un candidat, s-a retras de la guvernare și a intrat în opoziție. Dacă în alegerile parlamentare din 2019, PDM a obținut 30 de mandate, la alegerile din 2021, PDM a rămas doar cu 10 deputați, majoritatea trecând la alte partide – Pro Moldova (grup condus de Andrian Candu) și Partidul Șor, dar existând și situația în care unii deputați au fost excluși (Vladimir Andronachi și Eugeniu Nichiforciuc). În alegerile anticipate, PDM a obținut 1,81% – un scor catastrofal, mult sub pragul electoral (de 5%) și nu a acces în Parlament. Pavel Filip a demisionat din funcția de președinte al PDM.

### Partidul Social Democrat European (2022–)
Partidul Democrat din Moldova a început în toamna anului 2021 un proces de reconstrucție, Monica Babuc fiind aleasă președinte interimar al PDM-ului. În 2022, Partidul Democrat din Moldova și Partidul Social Democrat din România au început un parteneriat strategic. La data de 25 august, a fost inaugurat sediul PSD Republica Moldova în cadrul sediului PDM-ului, acesta fiind condus de Iurie Ciocan. La data de 7 octombrie a fost organizată prima ediție a Forumului aleșilor locali ai PDM-ului și PSD-ului (România), la care au participat peste 150 de primari, consilieri locali, raionali și județeni atât din România, cât și din Republica Moldova, sub deviza „Uniți prin infrastructură”.
În cadrul congresului al X-lea al PSDE-ului, a fost votată schimbarea denumirii în Partidul Social Democrat European (PSDE). Ion Sula a fost ales președinte al partidului, iar Mircea Buga, prim-vicepreședinte.

## Conducerea PSDE-ului
Conform congresului al X-lea al partidului, din 22 decembrie 2024, conducerea PSDE-ului este următoarea:
- Tudor Ulianovschi – președinte
- Ion Sula  – prim-vicepreședinte
- Alexandr Cauia – prim-vicepreședinte

## Istoric președinți
A ocupat și funcția de Președinte al Parlamentului Republicii Moldova
     A ocupat și funcția de prim-ministru.
| #                                                                                 | Nume                                                                              | Portret                                                                           | Mandat                                                                            | Mandat                                                                            | Durata mandatului                                                                 |
| Mișcarea pentru o Moldovă Democratică și Prosperă / Partidul Democrat din Moldova | Mișcarea pentru o Moldovă Democratică și Prosperă / Partidul Democrat din Moldova | Mișcarea pentru o Moldovă Democratică și Prosperă / Partidul Democrat din Moldova | Mișcarea pentru o Moldovă Democratică și Prosperă / Partidul Democrat din Moldova | Mișcarea pentru o Moldovă Democratică și Prosperă / Partidul Democrat din Moldova | Mișcarea pentru o Moldovă Democratică și Prosperă / Partidul Democrat din Moldova |
| --------------------------------------------------------------------------------- | --------------------------------------------------------------------------------- | --------------------------------------------------------------------------------- | --------------------------------------------------------------------------------- | --------------------------------------------------------------------------------- | --------------------------------------------------------------------------------- |
| 1                                                                                 | Dumitru Diacov                                                                    | Dumitru Diacov (cropped)                                                          | 8 februarie 1997                                                                  | 19 iulie 2009                                                                     | 12 ani, 5 luni și 11 zile                                                         |
| 2                                                                                 | Marian Lupu                                                                       | Marian Lupu Senate of Poland                                                      | 19 iulie 2009                                                                     | 24 decembrie 2016                                                                 | 7 ani, 5 luni și 5 zile                                                           |
| 3                                                                                 | Vlad Plahotniuc                                                                   | Vlad Plahotniuc                                                                   | 24 decembrie 2016                                                                 | 24 iunie 2019                                                                     | 2 ani și 6 luni                                                                   |
| 4                                                                                 | Pavel Filip                                                                       | Pavel Filip (11322438465) cropped                                                 | 7 septembrie 2019                                                                 | 30 octombrie 2021                                                                 | 2 ani, 1 lună și 23 zile                                                          |
| –                                                                                 | Monica Babuc (interimar)                                                          |                                                                                   | 30 octombrie 2021                                                                 | 20 noiembrie 2022                                                                 | 1 an și 21 zile                                                                   |
| Partidul Social Democrat European                                                 |                                                                                   |                                                                                   |                                                                                   |                                                                                   |                                                                                   |
| 5                                                                                 | Ion Sula                                                                          |                                                                                   | 20 noiembrie 2022                                                                 | 22 decembrie 2024                                                                 | 2 ani, 5 luni și 10 zile                                                          |
| 6                                                                                 | Tudor Ulianovschi                                                                 |                                                                                   | 22 decembrie 2024                                                                 | prezent                                                                           | 4 luni și 8 zile                                                                  |

## Congresele PSDE-ului
| Evenimentul                                                                                   | Data desfășurării | Decizii/rezultate |
| --------------------------------------------------------------------------------------------- | ----------------- | --- |
| Congresul de constiuire a Mișcării social-politice „Pentru o Moldovă Democratică și Prosperă” | 8 februarie 1997  | - Dumitru Diacov a fost ales în funcția de președinte; - a fost adoptat programul mișcării social-politice „Pentru o Moldovă Democratică și Prosperă” |
| Congresul I al MpMDP-ului                                                                     | 17 octombrie 1998 | - Dumitru Diacov a fost reales în funcția de președinte; - a fost ales Organul de conducere; - a fost lansat apelul către partidele și mișcările de orientare centristă de a se uni într-o organizație politică pentru dezvoltarea țării. |
| Congresul al II-lea al MpMDP-ului                                                             | 15 aprilie 2000   | - MpMDP-ul a fost reorganizată în Partidul Democrat din Moldova (PDM) ; - au fost alese organele de conducere; - a fost adoptate modificările la Statutul partidului; - a fost votat Programul politic și economic al PDM-ului; - Dumitru Diacov a fost reales președinte. |
| Congresul al III-lea al PDM-ului                                                              | 22 noiembrie 2003 | - au fost mobilizate resursele organizatorice și informaționale ale PDM-ului pentru asigurarea trecerii pragului electoral; - au fost adoptate modificări în Statutul PDM-ului . |
| Congresul al IV-lea al PDM-ului                                                               | 3 iulie 2005      | - a fost confirmată componența conducerii partidului; - Dumitru Diacov a fost reales în funcția de Președinte. |
| Congresul al V-lea al PDM-ului                                                                | 10 februarie 2008 | - a fuzionat Partidul Social-Liberal cu Partidul Democrat din Moldova, sub denumirea "Partidului Democrat din Moldova". - a fost consolidat centrul politic din Republica Moldova în contextul pregătirilor pentru alegerile parlamentare din anul 2009 . - a fost aleasă noua conducere a partidului: Dumitru Diacov a fost ales în funcție de președinte al partidului unit, Oleg Serebrian — prim-vicepreședinte al PDM-ului, Oazu Nantoi, Valentina Buliga, Igor Klipii, Valentina Stratan și Dumitru Ivanov au fost aleși vicepreședinți ai PDM-ului, Oleg Țulea, liderul Organizației de Tineret a Partidului Democrat, a fost desemnat în calitate de Secretar-General al partidului.                                                                                     |
| Congresul al VI-lea al PDM-ului                                                               | 19 iulie 2009     | - au fost introduse modificări la Statutul partidului; - Marian Lupu a fost ales în funcția de președinte; - Dumitru Diacov a fost ales președinte de onoare al partidului; - Oleg Serebrian și-a păstrat funcția de prim-vicepreședinte; - Valeriu Lazăr (ex-ministru al economiei și comerțului) a fost ales Secretar-General; - au fost numiți în calitate de vicepreședinți: Igor Corman, Oleg Țulea, Oazu Nantoi, Valentina Stratan, Igor Klipii și Valentina Buliga; - membrii PCRM-ului și PSD-ului (din organizațiile raionale PSD — Glodeni, Bălți, Anenii Noi) au aderat la PDM; - Valeriu Pleșca, liderul Mișcării social-politice “Forța Nouă”, a anunțat că Mișcarea va susține PDM-ul în alegerile aniticipate din 29 aprilie 2009 , iar ulterior va adera la PDM. |
| Congresul al VII-lea al PDM-ului                                                              | 16 iunie 2012     | - au fost adoptate măsuri de modernizare ale PDM-ului în contextul politic existent și alegerea noilor organe de conducere ale formațiunii; - Marian Lupu a fost reales în calitate de președinte; - Vladimir Plahotniuc a fost ales în funcția de prim-vicepreședinte; - a fost ales Consiliul Național Politic al formațiunii, Comisia Națională de Cenzori și Comisia de Etică și Arbitraj; - au fost aprobate noile documente statutare ale PDM-ului, inclusiv Statutul și Doctrina politică. |
| Congresul al VIII-lea al PDM-ului                                                             | 24 decembrie 2016 | - Marian Lupu, liderul partidului, și-a anunțat demisia din funcția de președinte al PDM-ului; - Vladimir Plahotniuc, a fost ales în funcția de președinte; - Pavel Filip a fost ales în funcția de prim-vicepreședinte ; - a fost votată lista noului Consiliului Național Politic; - a fost adoptată noua redacție a Statutului partidului . |
| Congresul al IX-lea al PDM-ului                                                               | 7 septembrie 2019 | - Pavel Filip a fost ales în funcția de președinte al PDM-ului; - Alexandru Jizdan a fost ales secretarul-general al PDM-ului; - au fost adoptate Declarația politică și Rezoluția Congresului; - a fost votată lista noului Consiliului Național Politic; - au fost aprobtate modificările la Statutul PDM-ului. |
| Congresul al X-lea al PDM-ului                                                                | 20 noiembrie 2022 | - a fost votată schimbarea denumirii partidului: Partidul Social Democrat European (PSDE); - Ion Sula a fost ales în funcția de președinte; - Mircea Buga a fost ales în funcția de prim-vicepreședinte; - Eremei Priseajniuc și Vadim Brînzaniuc au fost aleși vicepreședinți; - Dumitru Diacov a fost revocat din funcția de președinte de onoare; |
| Congresul al XI-lea al PSDE-ului                                                              | 22 decembrie 2024 | - Tudor Ulianovschi a fost ales în funcția de președinte - Ion Sula și Alexandr Cauia au fost aleși în funcția de prim-vicepreședinți |

## Doctrina PSDE-ului
La Congresul al VII-lea din 16 iunie 2012, au fost adoptate obiectivele programatice ale PDM-ului, prin care a fost definită doctrina partidului, care "se întemeiază pe principiile social-democrației. Ea are ca principale valori: 
- Egalitatea, pentru ca toți indivizii să-și poată realiza potențialul în condiții echitabile;
- Solidaritatea, pentru ca toate persoanele să aibă asigurate cele necesare pentru un trai decent; și
- Libertatea, pentru ca fiecare individ să își poată construi proiectul său personal de viață".[63][64]

În cadrul controversei identitare, partidul are o poziție vagă. Fostul președinte al partidului, Marian Lupu, a declarat în 2014 că partidul este centrist, iar centrismul în Moldova este caracterizat de un "moldovenism modern, pro-european". Pe de altă parte, există în PDM și oameni care se identifică drept români, iar unii chiar susțin unirea Republicii Moldova cu România, dar și nostalgici după URSS, care cataloghează România drept fascistă.

Reflectând pozițiile lui Lupu, partidul este mai conservator pe teme sociale, cum ar fi drepturile persoanelor LGBT, reflectând astfel influența în politică și în societate a Bisericii Ortodoxe Moldovenești.

Fosta siglă a partidului

## Organizare și echipa PSDE-ului
Consiliul Politic Național al PSDE-ului este organul de conducere al Partidului între două Congrese. Ședința Consiliului Politic Național se convoacă nu mai rar decât de două ori pe an de Președintele PSDE-ului sau la solicitarea a cel puțin 1/3 din numărul membrilor Consiliului Politic Național. Consiliul Politic Național al PSDE-ului este ales de Congres pentru o perioadă de 4 (patru) ani, componența numerică fiind determinată prin hotărârea Congresului PSDE-ului. Consiliul Politic este reprezentativ pentru membrii din toate raioanele țării, ceea ce asigură ca puterea de decizie a membrilor PSDE-ului să fie pusă în valoare și respectată.
Consiliul Executiv al PSDE-ului este organul executiv decizional și de conducere al PSDE-ului, care coordonează activitatea acestuia între ședințele Consiliului Politic Național și este ales pe un termen de 4 (patru) ani în componența de 31 (treizeci și unu) membri.
Biroul Permanent este organul operativ de analiză și sinteză al PSDE-ului între ședințele Consiliilor Executiv și Politic Național și se întrunește săptămânal sau după necesitate, la solicitarea Președintelui PSDE-ului. Biroul Permanent al PSDE-ului reunește: președintele, prim-vicepreședintele, președintele de onoare, vicepreședinții și secretarul-general PSDE. Acest for de conducere este mandatat de către membrii partidului să analizeze și să decidă acțiunile politice de zi cu zi ale PSDE-ului.  
Din structura PSDE-ului fac parte: Organizația de Femei, Tineretul Democrat, Organizația Națională a persoanelor în etate „Tezaurul Națiunii” și Asociația Aleșilor Locali. Organizația de Femei e cea mai puternică, activă și reprezentativă organizație de partid a femeilor din Moldova.

### Numărul membrilor de partid
Numărul membrilor de partid: 3.385 (septembrie 2022)

## Rezultate electorale

### Alegeri parlamentare
| Anul alegerilor | voturi  | % din voturi | mandate obținute | +/-  |
| --------------- | ------- | ------------ | ---------------- | ---- |
| 1998            | 294.691 | 18,2         | 24 / 101         |      |
| 2001            | 79.757  | 5            | 0 / 101          | ▼ 24 |
| 2005*           | 444.377 | 28,5         | 8 / 101          | ▲ 8  |
| aprilie 2009    | 45.698  | 3            | 0 / 101          | ▼ 8  |
| iulie 2009      | 198.268 | 12,5         | 13 / 101         | ▲ 13 |
| 2010            | 218.620 | 12,7         | 15 / 101         | ▲ 2  |
| 2014            | 252.489 | 15,8         | 19 / 101         | ▲ 4  |
| 2019            | 334.544 | 23,62        | 30 / 101         | ▲ 11 |
| 2021            | 26.545  | 1,81         | 0 / 101          | ▼30  |

Notă: În anul 2005, PDM-ul participă la alegeri alături de Alianța „Moldova Noastră” și Partidul Social-Liberal în cadrul Blocului „Moldova Democrată”.
Notă: În anul 2018, PDM-ul formează cea mai mare fracțiune parlamentară din Parlamentul Republicii Moldova, deținând 42 mandate de deputat, prin aderarea deputaților de la alte partide politice. 

### Alegeri locale

#### Consilii raionale și municipale
| Anul alegerilor | voturi  | % din voturi | mandate obținute | +/-  |
| --------------- | ------- | ------------ | ---------------- | ---- |
| 2007            | 112.242 | 9,7          | 117 / 1103       |      |
| 2011            | 212.504 | 15,4         | 226 / 1120       | ▲109 |
| 2015            | 226.661 | 17,6         | 259 / 1116       | ▲33  |
| 2019            | 177.811 | 16,53        | 238 / 1108       | ▼21  |
| 2023            |         |              | 88 / 1086        | ▼150 |

Notă: În anul 2017, numărul de reprezentanți cu funcții de conducere este de 31 persoane (președinți și vice-președinți de raioane).

#### Consilii orășenești și sătești
| Anul alegerilor | voturi  | % din voturi | mandate obținute | +/-   |
| --------------- | ------- | ------------ | ---------------- | ----- |
| 2007            | 105.888 | 10,5         | 1155 / 10621     |       |
| 2011            | 209.284 | 18,8         | 2663 / 10630     | ▲1508 |
| 2015            | 232.460 | 21,9         | 2810 / 10564     | ▲147  |
| 2019            | 187.310 | 25,27        | 2646 / 10472     | ▼164  |
| 2023            |         |              | 1018 / 9972      | ▼1628 |

#### Primari
| Anul alegerilor | primari | % din total | mandate obținute | +/-  |
| --------------- | ------- | ----------- | ---------------- | ---- |
| 2007            | 74      | 8,2         | 74 / 895         |      |
| 2011            | 220     | 24,5        | 220 / 898        | ▲146 |
| 2015            | 287     | 32          | 287 / 898        | ▲67  |
| 2019            | 261     | 29          | 261 / 898        | ▼26  |
| 2023            | 103     | 11,51       | 103 / 898        | ▼158 |

Notă: În anul 2017, PDM-ul a ajuns la 396 de primari, aproape dublându-și numărul de edili la doar doi ani după alegeri.

Parlamentare 1998
Locale 2003
Parlamentare 2005
Locale 2007
Parlamentare anticipate 2009
Parlamentare 2010
Locale 2011
Parlamentare 2014
Locale 2015
Parlamentare Proporționale 2019
Parlamentare Uninominale 2019
Locale 2019
Locale 2023

## Afiliere internațională
Partidul Democrat este membru cu drept de vot consultativ al Internaționalei Socialiste (de la 1 iulie 2008) și colaborează cu Partidul Socialiștilor Europeni și cu partidele de orientare social-democrată și social-liberală din alte țări.
În iunie 2018, Partidul Democrat din Moldova a fost primit oficial în rândurile grupului Social-Democrat al Adunării parlamentare din cadrul Organizației pentru Securitate și Cooperare în Europa. 